# الشامية (الرقة)
الشامية قرية سورية تتبع ناحية مركز الرقة في منطقة مركز الرقة في محافظة الرقة. بلغ عدد سكانها 625 نسمة في عام 2004 حسب إحصاء المكتب المركزي للإحصاء.